# 機動戦士Ζガンダム エゥーゴvs.ティターンズ
- 機動戦士ガンダム vs.シリーズ > 機動戦士Ζガンダム エゥーゴvs.ティターンズ
- 機動戦士Ζガンダム > 機動戦士Ζガンダム エゥーゴvs.ティターンズ

『機動戦士Ζガンダム エゥーゴvs.ティターンズ』（きどうせんしゼータガンダム エゥーゴバーサスティターンズ）は、テレビアニメ『機動戦士Ζガンダム』を原作とした対戦型アクションゲーム。開発をカプコンが担当し、バンプレストより発売された。
アーケード版は2003年9月に発売。2004年8月には、バランスの改定、新要素の追加などがなされたアッパーバージョン『機動戦士Ζガンダム エゥーゴvs.ティターンズDX』が発売された。また、家庭用も発売されている。
2003年12月4日に発売されたPlayStation 2版はKDDIの通信対戦サービスマルチマッチングBB対応ソフトであり、同サービスの下で4人対戦が可能。オフラインでも画面を左右に分割して2人プレイ可能。

## 追加されたシステム
基本的なゲームシステム及びルールは前作に相当する『機動戦士ガンダム 連邦vs.ジオン』と同様であるが、以下のシステムが追加されている。

### ハイパーコンビネーション
一定条件下で画面上のコンビネーションゲージが蓄積され、ゲージがMAXになった後、通信ボタンを押すことで、一定時間自軍の両機体がパワーアップする。このシステムがハイパーコンビネーションである。しかし、僚機がいなければコンビネーションゲージが蓄積されないため自機のみの出撃では使用できない、通信ボタンが割り当てられているためコンビネーションゲージが最大まで溜まっていると通信できなくなるなどの問題があり、これらは次回作で改善されることになる。
コンビネーションゲージが蓄積される条件には以下の物があり、ゲージがたまる際に成立した条件とそのタイミングの評価（NICE、GOOD、GREAT、EXCELLENTの4段階）が表示される。
- COMBINATION - 僚機と同じ敵をロックオンした状態でその敵に攻撃を命中させる。
- INTERRUPT - 僚機を攻撃している敵に攻撃が命中する。
- DEFENCE - 僚機を敵の攻撃からかばう。

### 覚醒
DXでハイパーコンビネーションに代わり導入されたものである。これは敵から攻撃を受けたりする事によって増加する覚醒ゲージを溜める事によって、一定時間特殊なアドバンテージを得ることができる。この特殊なアドバンテージは強襲・機動・復活の3種類が存在し、ステージ開始時にプレイヤーが任意に選択する事ができる。なお3種のアドバンテージの内、強襲と機動は覚醒ゲージさえたまっていればスタートボタンを2回連打する事によって、任意に発動ができる（2人で協力プレイをしている際は相方もいっしょにスタートボタンを2回連打する必要がある）が、復活については覚醒ゲージが溜まっている時に自機が破壊された時のみ発動し、任意で発動する事はできない。各個の動作特性については下記を参照。
強襲
発動すると一定時間攻撃力がアップし、敵の攻撃を受けてもよろけたりダウンしたりしなくなる。また攻撃モーションも若干だが早くなり、強襲発動中にしか決められない連携もある。ただし、攻撃を食らうと耐久値は通常どおり減少する。アドバンテージが得られる時間は短いが、攻撃を当てると若干有効期間が延長される。前作のハイパーコンビネーションに近い仕様。
強襲発動中は、連続被弾時のダメージ補正がかからず、連続的な攻撃を受けると致死的なダメージを受けるので注意が必要。
機動
発動すると一定時間自機と味方機の機動力が飛躍的に向上する。ただし強襲と異なり、攻撃を受けた場合は通常どおり、よろけたりダウンしたりしてしまう。なお比較的長時間アドバンテージが得られる。
復活
任意に発動することはできず、自機が撃破された際に自動で発動する。発動すると、撃破されたことにはならずに自機の耐久力が25%回復してその場に復帰すると同時に一定時間防御力が向上する。ただしペナルティとして機体の一部が破損し、行動に制約がかかる。破損部位は機種によって異なり、変形が不可能になったり、一部の武装が利用不能となったりする。破損した機体で2度目に復活するとさらに別の部位が破損し、2段階目ではじめて目に見える制限が発生する機体もある。宙域と地上ステージでは壊れ方が違う場合（例：百式は地上では足は失わないが、宙域では足を失う）もある。

### ステージの追加
DXでは数種類の新ステージが追加され、さらにシステム設定画面に特定のパスワードを入力する事により、さらに新規ステージが登場する。また機動戦士ガンダム 連邦vs.ジオンや家庭用版で登場したステージも登場するようになる。
CPU戦の最終ステージクリアまでに特定の条件を満たすと、最終ステージの次にEXステージという特殊なステージを遊ぶことが出来る。強力な敵が次々と出てくるため通常のステージと比べ難易度は高い。

### その他の新要素・変更点
※モビルスーツ各個の新要素・変更点については登場モビルスーツの項を参照。
浮遊
一部のモビルスーツに浮遊という特殊機動が追加された。
旧機体の強化
連邦vs.ジオンに登場した機体（いわゆる旧機体）の多くは、前作に比べ攻撃力や搭載弾数が向上した。
対戦バランスに影響する一部バグや仕様を修正
変形可能機体で「変形解除→空中ビーム→硬直を着地でキャンセルしビーム」とすると通常の「空中ビーム→硬直を着地でキャンセル→ビーム」より遥かに速く2連射でき入力も簡単になる(バグ、前作の家庭用移植版ではできない)、などの対戦で強力なバグが削除。他の「着地で空中攻撃の硬直を軽減」はほとんど残っており、削除された強力な硬直軽減は「変形解除」を利用するもののみ(ただし着地硬直軽減の性能は機体によって調整が加えられている)。

### 変形
本作の原作アニメ『機動戦士Ζガンダム』には、前作の原作アニメである『機動戦士ガンダム』にはなかった可変モビルスーツが存在する。本作では、可変モビルスーツを使用している場合に、ジャンプボタンを押し続けながら空中ダッシュの操作を行うことで変形する。ジャンプボタンを離して空中ダッシュの操作を入力することで、非可変モビルスーツのように通常の空中ダッシュも可能。
変形中は移動速度がアップするほか、射撃武器の仕様が変化する。変形中はブーストゲージを消費し、0になると変形は解除され降下していくが、ブーストゲージが0にならない限りは障害物に衝突しても解除されない。また、空中ダッシュと同様に地上では高度が低下していくが、ジャンプボタンを押すことで上昇させることができるため、ある程度の高度の調節も可能となっている。

## 登場モビルスーツ

### エゥーゴ
MSZ-006 Ζガンダム
兵装（メイン&サブ射撃）はビームライフルとバルカンか、ハイパーメガランチャーとグレネードランチャーの2種類から選択可能。格闘武器はビームサーベル。サイズは小さいが破壊されない（＝耐久値が無限の）シールドを持ち、変形可能。コストは375。特殊格闘は射撃兵装からビームサーベルを発生させて行うもので選択した兵装によって性能が変化する。
MSN-00100 百式
メイン射撃はビームライフルかクレイバズーカ、サブ射撃はバルカン砲。格闘武器はビームサーベル。コストは310。クレイバズーカは他のものと異なり散弾が射出される。また、PlayStation 2版のミッションモードでは、一撃で戦艦を破壊するほどの威力を持つ決戦兵器・メガバズーカランチャーを使用するミッションが存在する。なお、シャア専用機の扱いであったことを意識してか、格闘攻撃に足技が多く、ティターンズカラーは赤を基調としたものとなっている。
RMS-099 リック・ディアス（赤 / 新型）
メイン射撃はビームピストルかクレイバズーカを選択可能、サブ射撃は背中に搭載したビームピストル。メイン射撃がビームピストルの場合持ち替えが可能で、サブになっている側のビームピストルだけエネルギーの充填が行われる。格闘武器はビームサーベル。コストは250。なお、ティターンズカラーは白+緑の配色となっている。
RMS-099 リック・ディアス（黒 / 旧型）（家庭用のみ登場）
赤との差異は、サブ射撃が頭部バルカン砲であること、ビームピストルが常時チャージされていること、機動力が若干異なること、格闘の動作が異なること。コストは250。なお、ティターンズカラーは赤紫+茶色の配色であるため、エゥーゴ仕様の赤機体と見間違えやすい。
MSA-003 ネモ
メイン射撃はビームライフル、サブ射撃はバルカン砲。格闘武器はビームサーベル。シールドを持つ。コストは200。
MSA-005 メタス（家庭用のみ使用可能）
メイン射撃はアームビームガン、サブ射撃はミサイル。格闘武器はビームサーベル。変形可能。コストは195。変形時の滞空時間が他の可変モビルスーツよりも非常に長い。
MSK-008 ディジェ（家庭用のみ使用可能）
メイン射撃はビームライフルかクレイバズーカ、サブ射撃はバルカン砲。格闘武器はビームナギナタ。コストは250、地上専用。
RX-178+FXA-05D スーパーガンダム（家庭用のみ使用可能）
メイン射撃はロングビームライフル、サブ射撃はミサイル。通常格闘はロングビームライフルの銃床による殴打。ロングビームライフルは本作唯一の照射による射撃で障害物を貫通する。変形可能。コストは295。変形中は射撃の仕様が変わり、メイン射撃は高出力ビームの連続照射ではなく大型の光弾を打ち出し、サブ射撃は長押しで連射ができず進行方向へまっすぐ撃つようになる。
FXA-05D Gディフェンサー（家庭用の隠し要素として対戦モードでのみ使用可能）
メイン射撃はロングビームライフル、サブ射撃はミサイル。コストは150。本作唯一の飛行によって移動する機体。ジャンプボタンがブーストゲージを消費しての加速となっている。特殊格闘の操作で着陸してMSを乗せることが可能。格闘攻撃はなく、格闘ボタンはサブ射撃に割り当てられている。射撃の性能は概ねスーパーガンダムの変形中と同じ。アーケードモードでは使用できない。

### ティターンズ
RMS-106 ハイザック
武装選択可能で、マシンガンのみか、ビームライフルとミサイルポッドを装備できる。格闘武器はマシンガンを装備している場合はビームサーベル、ビームライフルを装備している場合はヒートホーク。両タイプともシールドを持つが効果があるのは左腕のものだけ。コストはどのタイプも195。隠し要素として、青いカラーリングの地球連邦軍仕様の機体が存在する。
RMS-106CS ハイザック・カスタム（家庭用のみ登場）
ティターンズ仕様のハイザックの武装選択でビームランチャーを選択することで使用可能。メイン射撃に長距離狙撃用ビームランチャーを装備したハイザック。性能はマシンガン装備のハイザックに準ずるが、シールドを持たない。また、連邦軍仕様のカラーリングがない。コストもオリジナルのハイザックと同じ195。
PMX-000 メッサーラ
メイン射撃はメガ粒子砲、サブ射撃はミサイル。格闘武器はビームサーベル。格闘を使っても抜刀した状態にならない。変形可能、コストは275。
RX-110 ガブスレイ
メイン射撃はフェダーインライフル、サブ射撃は両肩のメガ粒子砲。格闘武器はビームサーベル。変形可能、コストは310。
RX-139 ハンブラビ
メイン射撃は腕部ビーム砲か海ヘビを選択可能。海ヘビは敵に命中後にボタンを連打することで威力と拘束時間が変化する。サブ射撃は背部ビーム砲。格闘武器はビームサーベル。変形可能、コストは300。
NRX-044 アッシマー
兵装は大型ビームライフルのみ。格闘武器を持たず、メイン射撃以外では四肢を使った格闘で攻撃する。サブ射撃操作で連続格闘攻撃(通称デンプシーロール)をし、出掛かりにガード判定がある。変形可能、地上専用。コストは275。
ORX-005 ギャプラン
兵装はビーム砲で、メイン射撃が単発、サブ射撃で2発撃つ。格闘攻撃は手持ちタイプのビームサーベルで抜刀すると両手に持つ。変形可能で、このときはメイン射撃でもビーム砲は2発撃つ。コストは275。
PMX-003 ジ・O
射撃武器はビームライフルのみ。サブ射撃の操作で隠し腕を展開して3本のビームサーベルを三角形に構え、正面からの攻撃をガードする。格闘武器はビームサーベル。コストは375。
MRX-009 サイコガンダム（隠し要素で使用可能）
メイン射撃は腹部拡散メガ粒子砲、サブ射撃は腕部ビーム砲。格闘攻撃は前蹴り、徒手格闘、空中では腹部拡散メガ粒子砲を発射する。ダウン、よろけ状態にならないため攻撃を受けても行動が阻害されない。Iフィールドにより至近距離でなければビーム兵器による射撃を無効化する。破壊されないシールドを持つ。変形可能だが、他の可変モビルスーツと異なり特殊格闘の操作で行う。変形中の操作方法はモビルスーツ形態に準ずるものだが、腹部拡散メガ粒子砲でしか攻撃できず、振り向く動作がないため小回りが効かない。地上専用、コストは325。
RMS-108 マラサイ（家庭用のみ登場）
メイン射撃はビームライフル、サブ射撃はバルカン砲。格闘武器はビームサーベル。コストは225。ビームライフルは最大3連射可能だが、2発当てないとよろけない。
RMS-117 ガルバルディβ（家庭用のみ登場）
メイン射撃はビームライフル、サブ射撃はシールドミサイル。格闘武器はビームサーベル。コストは200。盾が破壊されるとシールドミサイルが使えなくなる。
NRX-055 バウンド・ドック（家庭用のみ登場）
メイン射撃はビームライフル、サブ射撃は拡散メガ粒子砲。格闘武器はビームサーベル。変形可能。コストは350。なお、色違い（ゲーツ・キャパが搭乗していた灰色の機体）も隠し要素で存在し、僅かだがそちらの方が性能が高い。

### エゥーゴ・ティターンズ共通
RGM-79R ジムII
メイン射撃はビームライフル、サブ射撃はバルカン砲。格闘武器はビームサーベル。シールドを持つ。コストは170。
RX-178 ガンダムMk-II
メイン射撃はビームライフルかハイパーバズーカを選択可能で、どちらも時間経過ではリロードされない代わりに残弾数にかかわらず任意によるリロードが可能。サブ射撃はバルカンポッド。格闘攻撃はビームサーベル。シールドを持つ。本機のハイパーバズーカの弾頭は一定距離を進むと散弾へ変化する仕様となっている。コストは295。

### ジオン公国
AMX-004 キュベレイ（隠し要素で使用可能）
メイン射撃はビームガン。ファンネルが最大10基まで射出でき、サブ射撃をはじめとする各操作で3種類の使い方（敵機に接近しての射撃、自機の周囲に展開してビームガンとの同時攻撃、収容しているファンネル全機を一斉に射出し敵機を囲んでのオールレンジ攻撃の3種。）が可能。格闘武器はビームサーベル。コストは375。家庭用では条件を満たすことで最終ステージに登場し、それをクリアすることで使用可能となる。厳密にはアクシズ（および、原作の続編であるテレビアニメ『機動戦士ガンダムΖΖ』にてアクシズから改称したネオ・ジオン）にて運用されたモビルスーツだが、本作ではジオン公国のものとして扱われている。
MSM-10 ゾックは、本作でのみ空中格闘がモーションだけで攻撃判定が発生しないバグがある。
このほか、前作のモビルスーツも隠し要素で使用可能。コストは前作より低いか変わらない。

## 登場パイロット
出撃時に特定のパイロット名を入力することにより、原作に登場したパイロットを使うことができる。基本的にファーストネームのみでも可能。
- エゥーゴ
  - カミーユ・ビダン（声 - 飛田展男）
  - クワトロ・バジーナ（声 - 池田秀一）
    - 「赤い彗星のシャア」「キャスバル」等と入力してもクワトロとして扱われる。

  - アムロ・レイ（声 - 古谷徹）
  - エマ・シーン（エゥーゴ）（声 - 岡本麻弥）
  - レコア・ロンド（エゥーゴ）（声 - 勝生真沙子）
  - ファ・ユイリィ（声 - 松岡ミユキ）
  - カツ・コバヤシ（声 - 難波圭一）
- ティターンズ（ティターンズ所属ではないパイロットも含まれる）
  - ジェリド・メサ（声 - 井上和彦）
  - カクリコン（声 - 戸谷公次）
    - 文字数制限によりフルネームは入力できない。

  - ライラ・ミラ・ライラ（声 - 津田匠子）
  - マウアー・ファラオ（声 - 榊原良子）
  - ブラン・ブルターク（声 - 中村秀利）
  - ヤザン・ゲーブル（声 - 大塚芳忠）
  - フォウ・ムラサメ（声 - 島津冴子）
  - ロザミア・バダム（声 - 藤井佳代子）
    - 「ロザミィ」と入力すると別バージョンのロザミアになる。

  - エマ・シーン（ティターンズ）（声 - 岡本麻弥）
  - レコア・ロンド（ティターンズ）（声 - 勝生真沙子）
  - サラ・ザビアロフ（声 - 水谷優子）
  - パプテマス・シロッコ（声 - 島田敏）
  - ハマーン・カーン（声 - 榊原良子）

このほか、前作のパイロットも隠し要素で使用可能。

## ミッションモード
前作に引き続いて用意された、家庭用独自の一人用モード。本作では、プレイヤーはエゥーゴまたはティターンズの一兵卒として部隊を率いて司令部から与えられた任務をこなしつつ、テレビアニメ版『機動戦士Ζガンダム』第1話から最終話に至る物語を、その戦場に居合わせた傍観者として体験していく内容となっている。
ミッションの最中には時折カミーユやジェリドといった原作の登場人物たちがNPCとして参戦し、戦闘フィールド内でNPC同士が会話を交わしながらの戦いを繰り広げるという形で、テレビアニメ版の内容を再現した様々なイベントが発生する。NPCが搭乗する機体は一部を除き耐久力や攻撃力が極めて高く設定されており、努力次第ではプレイヤーがこれらの機体を撃破できる場合や、撃墜されるはずの味方を生存させる事が出来る場合もあるものの、プレイヤーの戦績がストーリーの内容を左右することはなく、各々の登場人物たちはテレビアニメ版と同様の結末を辿っていく。なお本作が発売された2003年時点では2005年の映画『機動戦士Ζガンダム A New Translation』は公開されていないため、そちらの設定は反映されていない。
プレイヤーの搭乗機は、初期にはジムIIなどの低コスト機しか与えられていないが、ミッションのクリアや物語の進行に沿って新型機を支給されていく。原作ではワンオフ機として設定されている機体が「スペア機」「原作の登場人物が使用した後で使わなくなった」であるなどとして支給される場合もある。また、ミッションの失敗数に応じて支給されるモビルスーツの性能が上昇する。ミッション中に機体が被弾するとダメージは次のミッションに引き継がれ、他の機体に乗り換えて時間経過による修理を待つか、ミッションクリアで得られる「功績ポイント」を支払らわなければダメージは回復しない。高コストの機体ほど修理に必要な時間やポイントも多く必要になる。
ミッションモードをクリアすると、各ミッションで得た総合得点に応じ機動戦士Ζガンダムの登場人物に例えた判定が下される。
サバイバルモード
ガンダムvs.Zガンダムで追加された1本の戦力ゲージで連戦を行うモード。発売直後の約1ヶ月間、インターネットランキングで上位の者に賞品が当たるキャンペーンが行われていたが、ランキングデータのパスワード関係で正規のスコアが無効とされるトラブルが多かった。
トレーニングモード
ガンダムvs.Zガンダムで追加されたゲーム中の操作などを練習できるモード。また、プレイヤーが与えたダメージなども表示される。

### コレクションモード
ガンダムvs.Zガンダムで追加されたモビルスーツや戦艦のモデルや登場人物の説明などを鑑賞できるコレクションモードも存在する。
各ゲームモードのプレイ後（宇宙世紀モードにおいてはデータセーブ時）に、獲得した得点（宇宙世紀モードでは戦果ポイントとして計算される際に機体による倍率をかける前の値）がポイントとして加算され、各種アイテムはこのポイントと交換で購入するという形となっている。登場するアイテムは以下の通りで、宇宙世紀モードの進行など様々な条件で追加されていく。
- モビルスーツ
モビルスーツのモデルを鑑賞することができる。可変モビルスーツの場合は変形モーションも確認できる。なお、地球連邦軍及びエゥーゴと、ジオン公国軍及びティターンズで別カテゴリとなっており、鹵獲モビルスーツは後述するシークレットコンテナでなければ入手できない。なお、モビルスーツによっては複数の武装を選択できる物があるが、モデルは武装ごとに用意されており別々に購入する必要がある。
（例：ガンダム…ビームライフル装備、ハイパーバズーカ装備、ガンダムハンマー装備、ハイパーハンマー装備の4種類）
- モビルアーマー
モビルアーマーのモデルを鑑賞できる。両サイドのカテゴリ分けがない点がモビルスーツと異なるが、モビルスーツ同様鹵獲カラーはシークレットコンテナ限定となっている。
- 戦艦
戦艦のモデルを鑑賞できる。なお、戦艦は全て通常のポイント交換で入手できる。
- その他
モビルスーツ・モビルアーマー・戦艦以外の各種兵器等のモデルを見ることができる。その中にはゲーム中に登場しない物も含まれている。
- BGM
歴代作品で使用された曲を聴くことができる。機動戦士ガンダム・機動戦士Ζガンダム・機動戦士ガンダムΖΖのサウンドトラック、さらに『哀戦士』『ビギニング』『めぐりあい』『アニメじゃない』『サイレント・ヴォイス』などの主題歌・挿入歌などもある。
TV版機動戦士ガンダム主題歌『永遠にアムロ』、TV版機動戦士Ζガンダムの主題歌『Ζ・刻をこえて』『水の星へ愛をこめて』『星空のBelieve』、挿入歌『銀色ドレス』は収録されていない。
このほかにも劇場版『機動戦士Ζガンダム A New Translation』公開前の作品のため、『Metamorphoze 〜メタモルフォーゼ〜』を初めとする劇場版の主題歌は収録されていない。
- キャラクター
歴代シリーズ作品の登場人物の説明を見ることができ、台詞を聞くこともできる。また、特定の組み合わせで覚醒を使うと聞ける掛け合いも聞くことができる。
- イラスト
各シリーズ作品のイメージイラストや販促CG、ローディング中に表示されるモビルスーツのCG画像を見ることができる。
- デモ
ゲームのオープニングデモやエンディングのスタッフロール、宇宙世紀モードの各勢力のプロローグとエンディング（各勢力の主人公における真のエンディングのみ）を見ることができる。
- 特典
特定の条件で、アーケードモードの追加ルートや、追加機体などといった隠し要素を購入することができるようになる。中にはコレクションモードに項目を追加する物も存在する。

これらのアイテムの入手手段には、通常のポイント交換の他に特定のカテゴリからランダムでアイテムを獲得する「シークレットコンテナ」という物もある。中には鹵獲モビルスーツなどのシークレットコンテナでしか手に入れられない物も存在する。
- モビルスーツ - 連邦・エゥーゴ・ジオン・ティターンズを問わずモビルスーツのモデルを獲得できる。鹵獲カラーが出現する場合もある。
- モビルアーマー/戦艦 - モビルアーマーや戦艦のモデルを獲得できる。鹵獲カラーのモビルアーマーが出現する場合もある。
- バラエティー - "その他"に分類されているモデルやBGM、キャラクターの説明、イラストの中から1つを手に入れることができる。

また、入手したモビルスーツとキャラクターの組み合わせにより、ゲーム開始時の出撃デモを鑑賞することもできる。

## 備考
パッケージには記載されていないが、プログレッシブモードにも対応している。ただし、攻撃が遅くなる不具合があるため通常プレイには向かない。
対戦モードで、ステージをホンコンシティにし、サイコガンダム搭乗のフォウ・ムラサメが居る状態で戦闘を行うと稀にΖガンダム20話の挿入曲である『銀色ドレス』が一定確率で流れる（条件を満たしていても流れないことがある）。アッパーバージョンである『機動戦士Ζガンダム エゥーゴvs.ティターンズDX』内で同じ条件を満たしても視聴する事ができず、その家庭用である『機動戦士ガンダム ガンダムvs.Ζガンダム』」では作品内で流れる音楽を自由に聴いたりなどができるコレクションモードというものが存在するが、『銀色ドレス』だけはコレクションモードにも存在せず対戦モードで条件を満たしていても流れないため今作品でのみ聴くことのできる完全な隠し曲扱いとなっている。